# Giuseppa
Giuseppa  è un nome proprio di persona italiano femminile.

## Varianti
- Femminili: Gioseffa[1]
  - Alterati: Giuseppina[2][3][4]
  - Ipocoristici: Peppa, Beppa, Giusi[3], Pina[4]
- Maschili: Giuseppe[1][2][3]

### Varianti in altre lingue
- Asturiano: Jusepa[5]
- Basco: Yosebe[5]
- Catalano: Josepa[5]
- Ceco: Josefa[4]
- Croato: Josipa[4]
- Francese: Josèphe[4], Josée[4]
- Galiziano: Xosefa[5]
- Inglese: Josepha[4]
- Latino: Iosepha[1]
- Polacco: Józefa[4]
- Portoghese: Josefa[4]
- Sloveno: Jožefa[4]
- Spagnolo: Josefa[4][5]
  - Ipocoristici: Pepa, Pepita[4]
- Tedesco: Josepha[4]
- Ungherese: Jozefa[4]

## Origine e diffusione
Si tratta della forma femminile del nome Giuseppe, che risale all'ebraico יוֹסֵף (Yosef) e può essere interpretato come "Dio accresca" o "Egli accrescerà".
Contrariamente al maschile, che è il primo nome per diffusione in Italia nel ventesimo secolo,, Giuseppa è poco usato. Molta più fortuna ha avuto la forma alterata Giuseppina, che nella classifica dei nomi femminili si piazza terza.

## Onomastico
Si contano un buon numero di sante e beate che hanno portato il nome "Giuseppa" (anche abbinato ad un altro nome), commemorate alle date seguenti:
- 21 gennaio, beata Giuseppa Maria di Sant'Agnese, religiosa agostiniana scalza[6]
- 24 febbraio, beata Giuseppa Naval Girbès, catechista[6]
- 20 maggio, beata Josepha Hendrina Stenmanns, cofondatrice delle Missionarie serve dello Spirito Santo[6]
- 23 luglio, beata Giuseppa del Purissimo Cuore di Maria, religiosa e martire a Barcellona[6]
- 8 settembre, beata Giuseppa di S. Giovanni di Dio Ruano Garcia, religiosa delle piccole suore degli anziani abbandonati, martire a Buñol[6]
- 22 settembre, beata Giuseppa Moscardo Montalba, martire ad Alzira[6]
- 7 dicembre, santa Maria Giuseppa Rossello, fondatrice delle Figlie di Nostra Signora della Misericordia[6]

L'onomastico può comunque essere festeggiato anche lo stesso giorno di Giuseppe o di Giuseppina.

## Persone

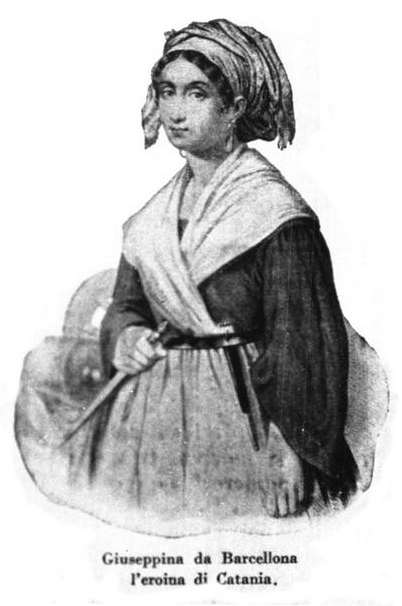
Giuseppa Eleonora Barbapiccola

- Giuseppa di Fürstenberg-Weitra, principessa consorte di Liechtenstein
- Giuseppa Maria di Sant'Agnese, religiosa spagnola
- Giuseppa Eleonora Barbapiccola, filosofa e traduttrice italiana
- Giuseppa Bolognara Calcagno, patriota italiana
- Giuseppa Gaetana Ferreri, vero nome di Giusy Ferreri, cantautrice italiana
- Giuseppa Finocchiaro, calciatrice italiana
- Giuseppa Romeo, vero nome di Giuni Russo, cantautrice italiana
- Giuseppa Salvo, brigante italiana

### Variante Josefa

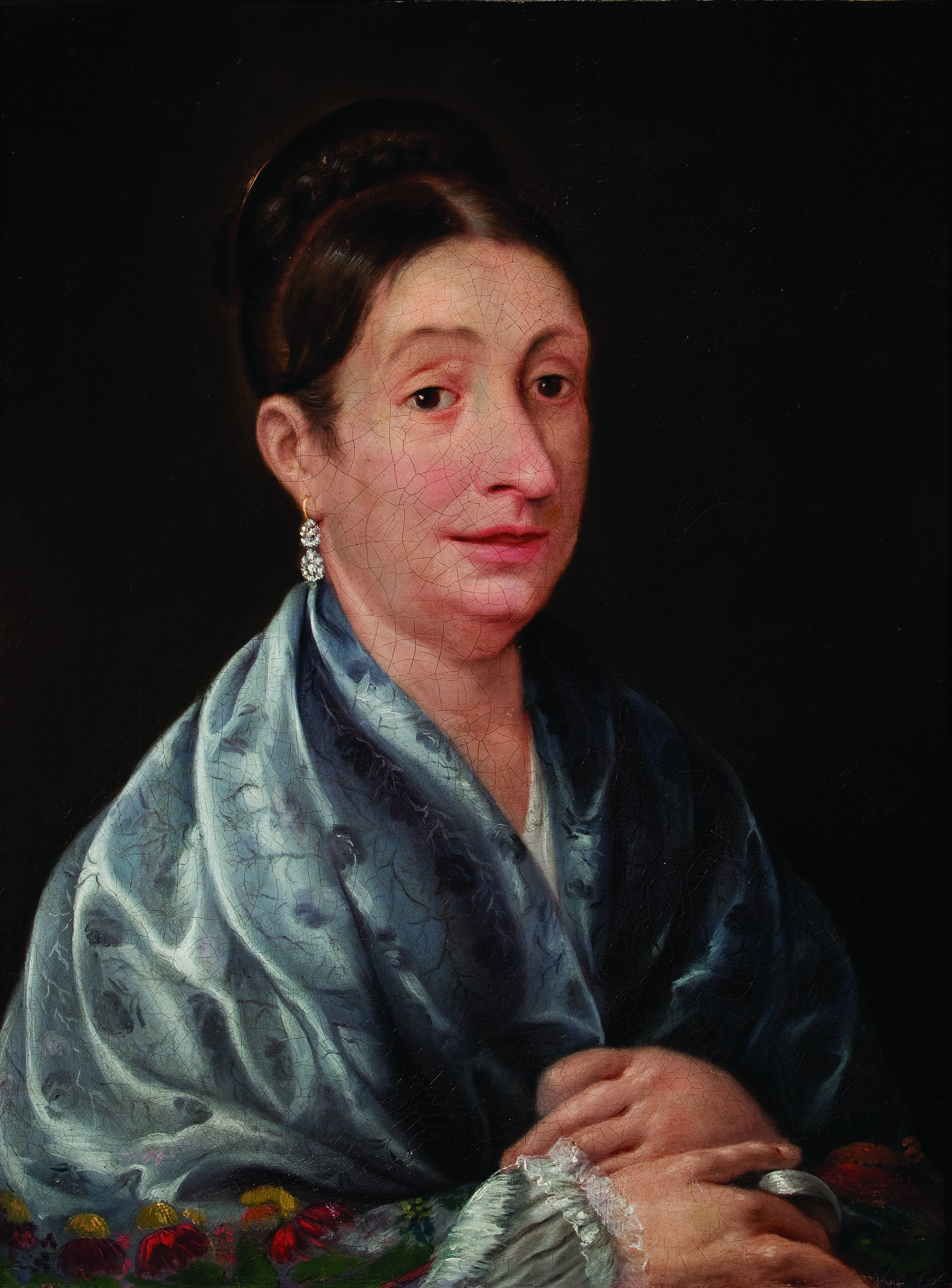
Josefa Ortiz de Domínguez

- Josefa de los Dolores Peña y Lillo Barbosa, religiosa e scrittrice cilena
- Josefa de Souza, pallavolista brasiliana
- Josefa Idem, canoista e politica tedesca naturalizzata italiana
- Josefa Ortiz de Domínguez, rivoluzionaria messicana
- Josefa Zapata, schermitrice messicana

### Altre varianti
- Josipa Bura, cestista croata
- Josepha Hofer, soprano tedesco
- Josepha Hendrina Stenmanns, religiosa tedesca